# اس‌اس اگزوکردا
اس‌اس اگزوکردا (به انگلیسی: SS Exochorda) یک کشتی است که طول آن 473 ft, 1 in می‌باشد. این کشتی در سال ۱۹۴۴ ساخته شد.